# Planchonella koumaciensis
Planchonella koumaciensis är en tvåhjärtbladig växtart som beskrevs av Aubrev. Planchonella koumaciensis ingår i släktet Planchonella och familjen Sapotaceae. Inga underarter finns listade i Catalogue of Life.